# Sint-Pauluskerk (Baelen)

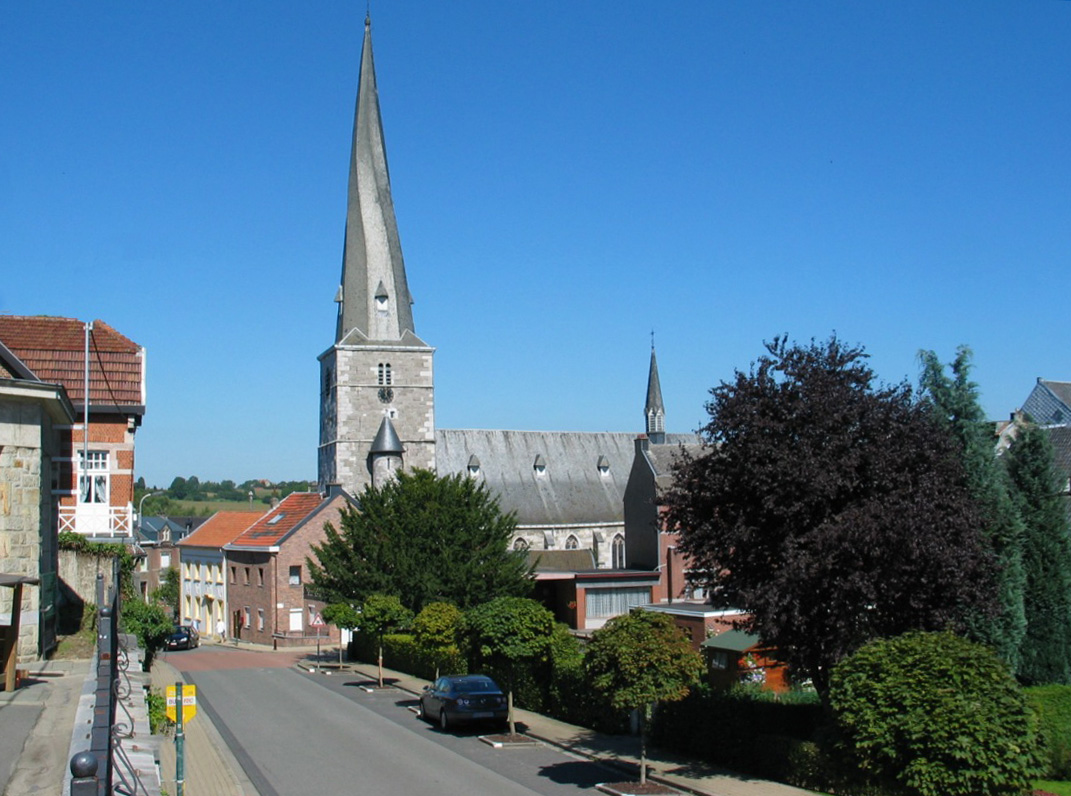
Sint-Pauluskerk

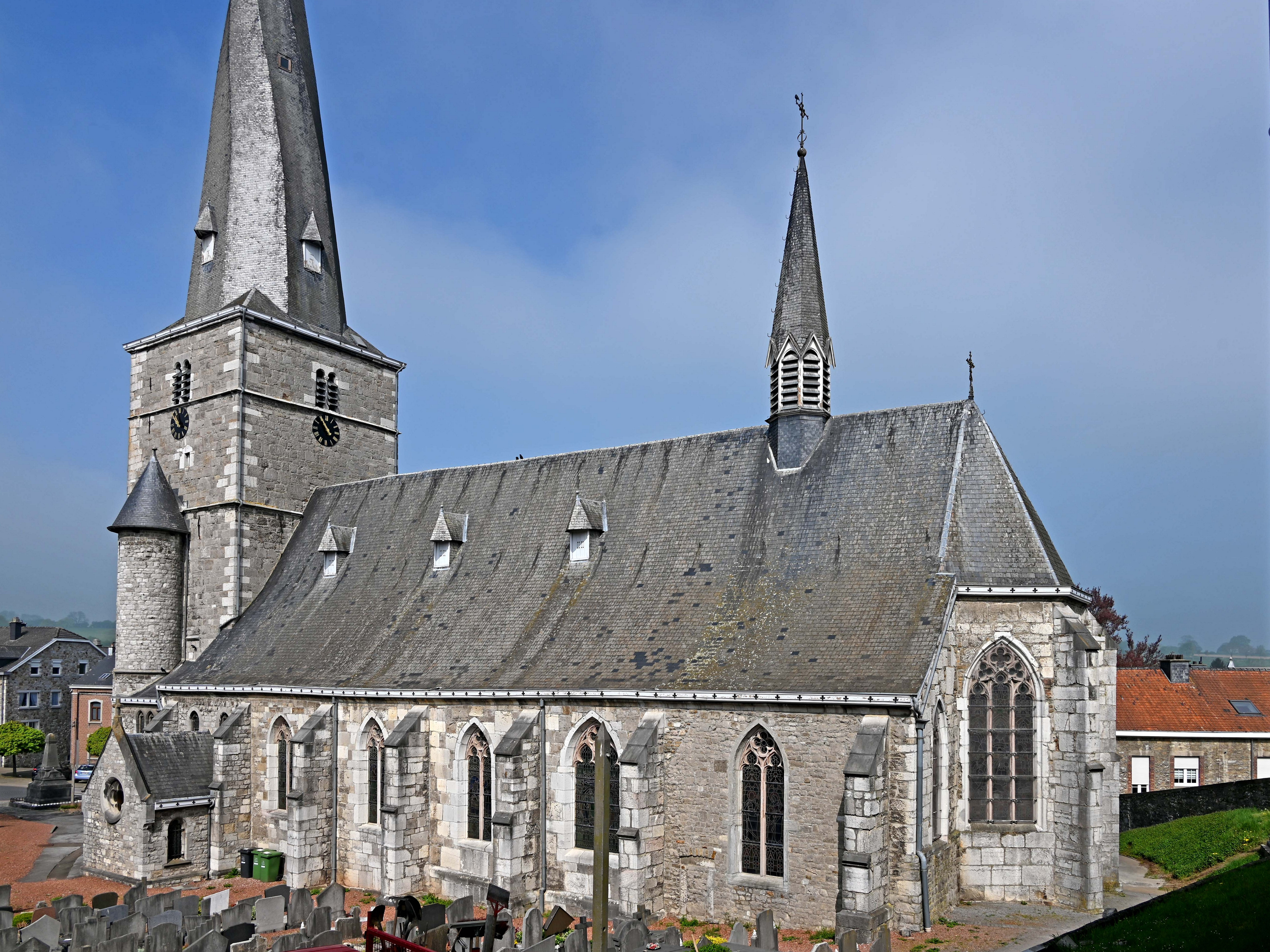
Zijaanzicht

De Sint-Pauluskerk (Église Saint-Paul) is de parochiekerk van de Belgische plaats Baelen, gelegen aan de Rue de l'Église. De kerk werd als monument beschermd in 1934.

## Geschiedenis
De huidige kerk is voornamelijk in gotische stijl en werd vanaf 1545 gebouwd, maar had een romaanse voorganger. Baelen was namelijk de zeer oude moederparochie van diverse omliggende plaatsen. De oude romaanse toren kreeg in de 16e eeuw een nieuwe gevelbekleding en werd in 1773 gerenoveerd. In 1911 werd het kerkportaal aangebracht, ontworpen door Philippart.
In 1910 werden enkele kapellen aangebouwd en de sacristie is van 1853.

## Gebouw
De voorgebouwde westtoren heeft drie geledingen en een hoge, gedraaide torenspits. Deze is opgetrokken in kalksteenblokken, terwijl de zuidkant uit zandsteenblokken bestaat. Hier tegen aan is een rond traptorentje gebouwd. De kerk is driebeukig en het schip telt vijf traveeën. Aan de buitengevels zijn steunberen gebouwd.
De kerk is omgeven door een ommuurd kerkhof, met 24 kruisen achter het koor opgesteld, daterend van de 16e tot en met de 19e eeuw.

## Interieur
Het kerkmeubilair is voornamelijk 19e-eeuws en neogotisch, maar de preekstoel is van 1767 en werd vervaardigd door R. Del Cour, het eikenhout is deels verguld.
De kerk bezit enkele 18e-eeuwse houten heiligenbeelden, glas-in-loodramen van 1888, een orgel van 1842, vervaardigd door H. Hahn, en een gotisch hardstenen doopvont van 1538, voorzien van vier maskers.